# Centauren-Apotheke

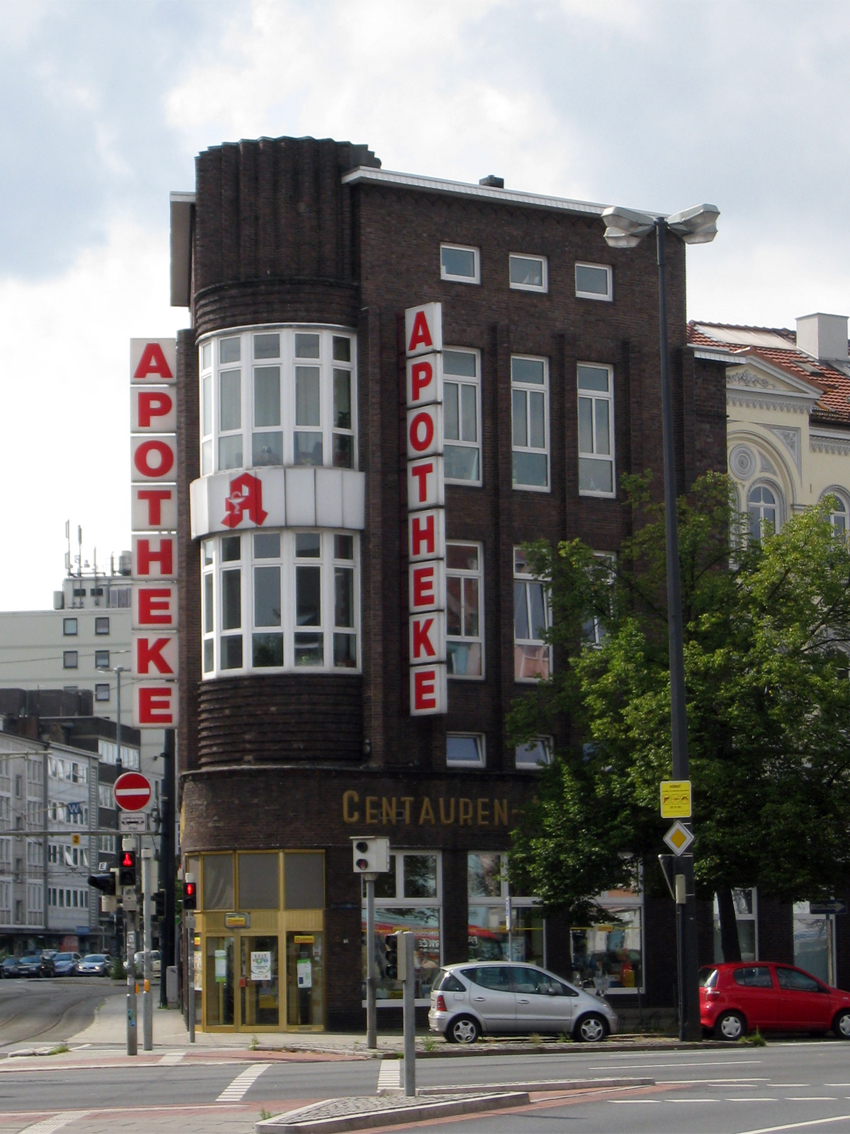
Centauren-Apotheke, 2011

Die Centauren-Apotheke ist ein Wohn- und Geschäftshaus in Bremen-Mitte, Dobbenweg 11/12 in der Nähe zum Dobben und stammt von 1928. 
Das Gebäude steht seit 1994 unter Bremer Denkmalschutz.

## Geschichte
Die Centauren-Apotheke Ecke Dobbenweg und Außer der Schleifmühle wurde 1928, zehn Jahre nach dem Ersten Weltkrieg, nach Plänen des Architekten Carl Heinrich Behrens-Nicolai für die Apotheker Löber und Hagemann gebaut. Das dreigeschossige Geschäftshaus mit einem zusätzlichen Mezzaningeschoss und dem vorspringenden runden Erker wurde im Stil des norddeutschen Backsteinexpressionismus errichtet. Der Stil mit seiner Klinkertextur, stärker in Hamburg (u. a. Chilehaus, Sprinkenhof) oder Berlin (Borsigturm) vertreten, entwickelte sich in den 1920/30er Jahren parallel zur Neuen Sachlichkeit des Bauhauses. In Bremen gehören die Bauten von Bernhard Hoetger (Böttcherstraße) zu dieser Stilrichtung.
Das horizontale Sockelgeschoss der Centauren-Apotheke wird durch seine Schaufenster geprägt. Die beiden oberen Etagen betonen die Vertikale durch die schmalen Fensterbänder mit den dreikantigen Lisenenecken und den runden Erker. Gegenwärtig befinden sich in dem Gebäude ein Gästehaus sowie Wohnungen. Die Apotheke selbst ist seit dem Jahr 2017 geschlossen.
Ursprünglich stand in der Nähe der Centaurenbrunnen von 1891, auf den der Name der Apotheke zurückgeht. Der Brunnen ist 1958 in die Neustadtswallanlagen am Leibnizplatz versetzt worden.